# Ladoga-Karelen
Ladoga-Karelen (finsk: Laatokan Karjala, russisk: Ladozjskaja Karelija (Ладожская Карелия)) kaldes det område af det tidligere Viborgs län i Finland, som blev afstået til Sovjetunionen i 1944, og som i dag ligger i Republikken Karelen. Til Ladoga-Karelen hører også de tilgrænsende områder af det tidligere Kuopio län, som ligeledes blev afstået i 1944.
Ladoga-Karelen grænser i syd til søen Ladoga.
Ladoga-Karelen havde i 1939 omkring 136.000 indbyggere. Største by er Sordavala.